# Saison 1 de Deuxième Chance
Chronologie
Saison 2
Saison 1 de la série télévisée américaine Deuxième Chance.

## Distribution

### Acteurs principaux
- Sela Ward (V. F. : Céline Monsarrat) : Elisabeth « Lily » Brooks Manning Sammler
- Billy Campbell (V. F. : Emmanuel Jacomy) : Richard « Rick » Sammler
- Jeffrey Nordling (V. F. : Michel Dodane) : Jake Manning
- Susanna Thompson (V. F. : Annie Le Youdec) : Karen Sammler
- Shane West (V. F. : Emmanuel Garijo) : Eli Sammler
- Julia Whelan (V. F. : Alexandra Garijo) : Grace Manning
- Evan Rachel Wood (V. F. : Marie Tirmont) : Jessie Sammler
- Meredith Deane (V. F. : Camille Donda) : Zoe Manning
- Marin Hinkle (V. F. : Virginie Mery) : Judy Brooks
- Todd Field (V. F. : Tanguy Goasdoué) : David Cassilli
- David Clennon : Miles Drentell (2000-2001)
- Jennifer Crystal (V. F. : Véronique Desmadryl) : Christie Parker (2000-2001)
- Ever Carradine (V. F. : Laura Préjean) : Tiffany Porter (2001-2002)
- Steven Weber (V. F. : Arnaud Bedouët) : Sam Blue (2001-2002)

### Acteurs récurrents
- Kelly Coffield (V. F. : Véronique Alycia) : Naomi Porter (1999-2000)
- Kimberly McCullough (V. F. : Chantal Macé) : Jennifer (1999-2000)
- Mark Feuerstein (V. F. : Maurice Decoster) : Leo Fisher (2000)
- Paul Mazursky : Phil Brooks
- Bonnie Bartlett : Barbara Brooks
- Patrick Dempsey (V. F. : Pierre Tessier) : Aaron Brooks (1999-2001)
- James Eckhouse (V. F. : Bernard Métraux) : Lloyd Lloyd (1999)
- David Clennon : Miles Drentell
- Steven Weber : Samuel Blue
- Audrey Marie Anderson (V. F. : Laura Blanc) : Carla Aldrich (2000-2001)
- Ever Carradine (V. F. : Laura Préjean) : Tiffany Porter (2000-2001)
- Jennifer Crystal : Christy Parker
- Paul Dooley : Les Creswell
- Eric Stoltz : Mr Dimitri
- Alexandra Holden : Cassidy
- Dennison Samaroo : Saj
- Mischa Barton : Katie Singer (2001-2002)
- Adam Brody : Coop (1999-2001)

### Épisode 1:Premier Rendez-vous
- États-Unis /  Canada : 21 septembre 1999
- France : 14 mars 2000

- Todd Field : David Cassilli
- Marin Hinkle : Judy Brooks
- Kelly Coffield Park : Naomi
- Kimberly McCullough : Jennifer

### Épisode 2:Une nuit avec toi
- États-Unis /  Canada : 28 septembre 1999
- France : 21 mars 2000

- Todd Field : David Cassilli
- Tricia O'Kelley : Lindsay
- Dayna Price : Sasha
- Rachel True : Mali
- Kimberly McCullough : Jennifer

### Épisode 3:Aux yeux du monde
- États-Unis /  Canada : 5 octobre 1999
- France : 28 mars 2000

- Todd Field : David Cassilli
- Dayna Price : Sasha
- Blaire Baron : Robin
- Joanna Canton : Rachel
- Molly Cheek : Nancy
- Kimberly McCullough : Jennifer

### Épisode 4:Mensonges et Illusions
- États-Unis /  Canada : 12 octobre 1999
- France : 4 avril 2000

- Rose Portillo : Mlle Gonzalez
- Laura Roth : Carter
- Rachel True : Mali

### Épisode 5:La Fin des illusions
- États-Unis /  Canada : 19 octobre 1999
- France : 11 avril 2000

- Jazzie Mahannah :Bailey
- Brenda Song : Chrissy

### Épisode 6:Âmes sœurs
- États-Unis /  Canada : 26 octobre 1999
- France : 18 avril 2000

- Archie Kao : Steven
- Quinn Paul : Lily enfant
- Rachel True : Mali
- Ilia Volok : Sonny
- Dewey Weber : Ian

### Épisode 7:La Ronde des ex
- États-Unis /  Canada : 2 novembre 1999
- France : 25 avril 2000

- James Eckhouse : Lloyd Lloyd
- Mat Hostetler : Bellman
- Jennifer Sciole : Justine
- Ever Carradine : Tiffany Porter

### Épisode 8:Les Leçons du passé
- États-Unis /  Canada : 9 novembre 1999
- France : 2 mai 2000

- Ellen Geer : Celeste
- Archie Kao : Steven
- Steve Lanter : Ken
- Christie Lynn Smith : Sherrie
- Scott Weintraub : M. Burke

### Épisode 9:Mes petits cœurs
- États-Unis /  Canada : 16 novembre 1999
- France : 2 mai 2000

- Kate Freund : Nikki
- Cory Hardrict : James
- Chris Olivero : Evan Fisher
- Justin Urich : Roger

### Épisode 10:Secrets de famille
- États-Unis /  Canada : 23 novembre 1999
- France : 9 mai 2000

- James Eckhouse : Lloyd Lloyd
- Natasha Ivanova : Melanie
- Bonnie Bartlett : Barbara Brooks
- Paul Mazursky : Phil Brooks

### Épisode 11:Pas de fumée sans feu
- États-Unis /  Canada : 7 décembre 1999
- France : 16 mai 2000

- Randy Brooks : Warmgarten
- Dyllan Christopher : Eli (jeune)
- Cliff Weissman : Cliff

### Épisode 12:La Neige de Noël
- États-Unis /  Canada : 21 décembre 1999
- France : 23 mai 2000

- Kelly Coffield Park : Naomi
- Todd Field : David Cassilli

### Épisode 13:Méditation
- États-Unis /  Canada : 24 janvier 1999
- France : 30 mai 2000

- Fred Applegate : Ed Cale
- Harley Jane Kozak : Médiatrice
- David Clennon : Miles Drentell

### Épisode 14:Hypocrisies
- États-Unis /  Canada : 31 janvier 1999
- France : 6 juin 2000

- Mark Feuerstein : Leo Fisher
- Jason Dohring : Coop
- Nealla Gordon : Mme Sepnefski
- Alexandra Holden : Cassidy
- Josh Zuckerman : Toby Porter

### Épisode 15:Le Chat et la Souris
- États-Unis /  Canada : 7 février 1999
- France : 13 juin 2000

- Steven Weber : Samuel Blue
- Hans Howes : Harry
- Scott Rabinowitz : Dick
- Peter Schindler : Rex
- Hillary Straney : Rosie
- Jim Wise : Tom

### Épisode 16:Le Prix de l'indépendance
- États-Unis /  Canada : 14 février 1999
- France : 20 juin 2000

- Catherine Corpeny : Pierce
- Jim Fyfe : Professeur
- Robert Ri'chard : Jared

### Épisode 17:Dernière Représentation
- États-Unis /  Canada : 6 mars 1999
- France : 27 juin 2000

- Bonnie Bartlett : Barbara Brooks
- Jennifer Crystal : Christie Parker

### Épisode 18:L'Heure des adieux
- États-Unis /  Canada : 13 mars 1999
- France : 4 juillet 2000

- Bonnie Bartlett : Barbara Brooks
- Patrick Dempsey : Aaron Brooks
- Cynthia Frost : Ceil Tannenbaum
- Ellen Geer : Celeste

### Épisode 19:Le Poids de la peur
- États-Unis /  Canada : 3 avril 1999
- France : 11 juillet 2000

- Adam Brody : Coop
- Clark Coles : Paul Cenedella
- Mary Faulkner : Libby

### Épisode 20:L'Aveu
- États-Unis /  Canada : 10 avril 1999
- France : 18 juillet 2000

- Kiko Ellsworth : Dean
- Aviva Gale : Rita

### Épisode 21:Mise au point
- États-Unis /  Canada : 17 avril 1999
- France : 25 juillet 2000

- Robert Ri'chard : Jared
- Rachel True : Mali

### Épisode 22:Une porte s'ouvre
- États-Unis /  Canada : 24 avril 1999
- France : 1er août 2000

- Kate Benton : Arlene
- Joanna Canton : Rachel
- Alexandra Holden : Cassidy
- Laura Roth : Carter